# 大谷朋子
大谷 朋子（おおたに　ともこ、1982年5月8日 - ）は、日本の女性ファッションモデル（読者モデル）および看護師である。

## プロフィール
- 長野県生まれ。星座はおひつじ座。
- 本職は看護師[1]。看護学校を卒業。看護師資格をもち、現在は病棟勤務しているとのこと。
- 看護学生時代、ビアガーデンやカフェでアルバイトした経験があるが、すぐに挫折してしまう。
- 好きなスポーツは、アイスホッケー（看護学生時代にクラブ活動として）。
- サロンモデルに起用されたのをきっかけに読者モデルとなる。2008年に『めちゃモテ！リアルスタイル』のサロンモデルの表紙を飾ったことがある[2]。

## 活動実績

### 雑誌
- 『Ray』（主婦の友社）
- 『CanCam』（小学館）
- 『JJ』（光文社）
- 『AneCan』（小学館）
- 『CLASSY.』（光文社）
- 『MISS』（世界文化社）